# Дембінка (Любуське воєводство)
Дембінка (пол. Dębinka) — село в Польщі, у гміні Тшебель Жарського повіту Любуського воєводства.
Населення — 296 осіб (2011).
У 1975-1998 роках село належало до Зеленогурського воєводства.

## Демографія
Демографічна структура станом на 31 березня 2011 року:
|          | Загалом | Допрацездатний вік | Працездатний вік | Постпрацездатний вік |
| -------- | ------- | ------------------ | ---------------- | -------------------- |
| Чоловіки | 143     | 22                 | 110              | 11                   |
| Жінки    | 153     | 28                 | 84               | 41                   |
| Разом    | 296     | 50                 | 194              | 52                   |